# Pogorzelice
Pogorzelice (kaszb. Pogorzelëce, niem.: Langeböse) – stara wieś kaszubska w Polsce, położona w województwie pomorskim, w powiecie lęborskim, w gminie Nowa Wieś Lęborska, w Pradolinie Łeby, na trasie linii kolejowej 202 Gdańsk - Stargard, ze stacją Pogorzelice i przy drodze krajowej nr 6.
| SIMC    | Nazwa    | Rodzaj    |
| ------- | -------- | --------- |
| 0997246 | Szydlice | część wsi |

W latach 1954-1961 wieś była siedzibą gromady Pogorzelice, po jej zniesieniu Nowa Wieś Lęborska. W latach 1975–1998 miejscowość administracyjnie należała do województwa słupskiego.
9 marca 1945 roku o Pogorzelice toczyły się stosunkowo ciężkie walki, zakończone zdobyciem wsi przez oddziały 2 Frontu Białoruskiego Armii Czerwonej.